# Provincia de Cercado (Tarija)
La provincia de Cercado es una de las 6 provincias en las que se divide el departamento de Tarija, al sur de Bolivia. Está ubicada en el centro-oeste del departamento. Limita al norte, noroeste y oeste con la provincia de Méndez, al este con la provincia de O'Connor, al sureste con la provincia de Arce, al sur y suroeste con la de provincia de José María Avilés. Su capital es la ciudad de Tarija, que también lo es de todo el departamento.

## Clima

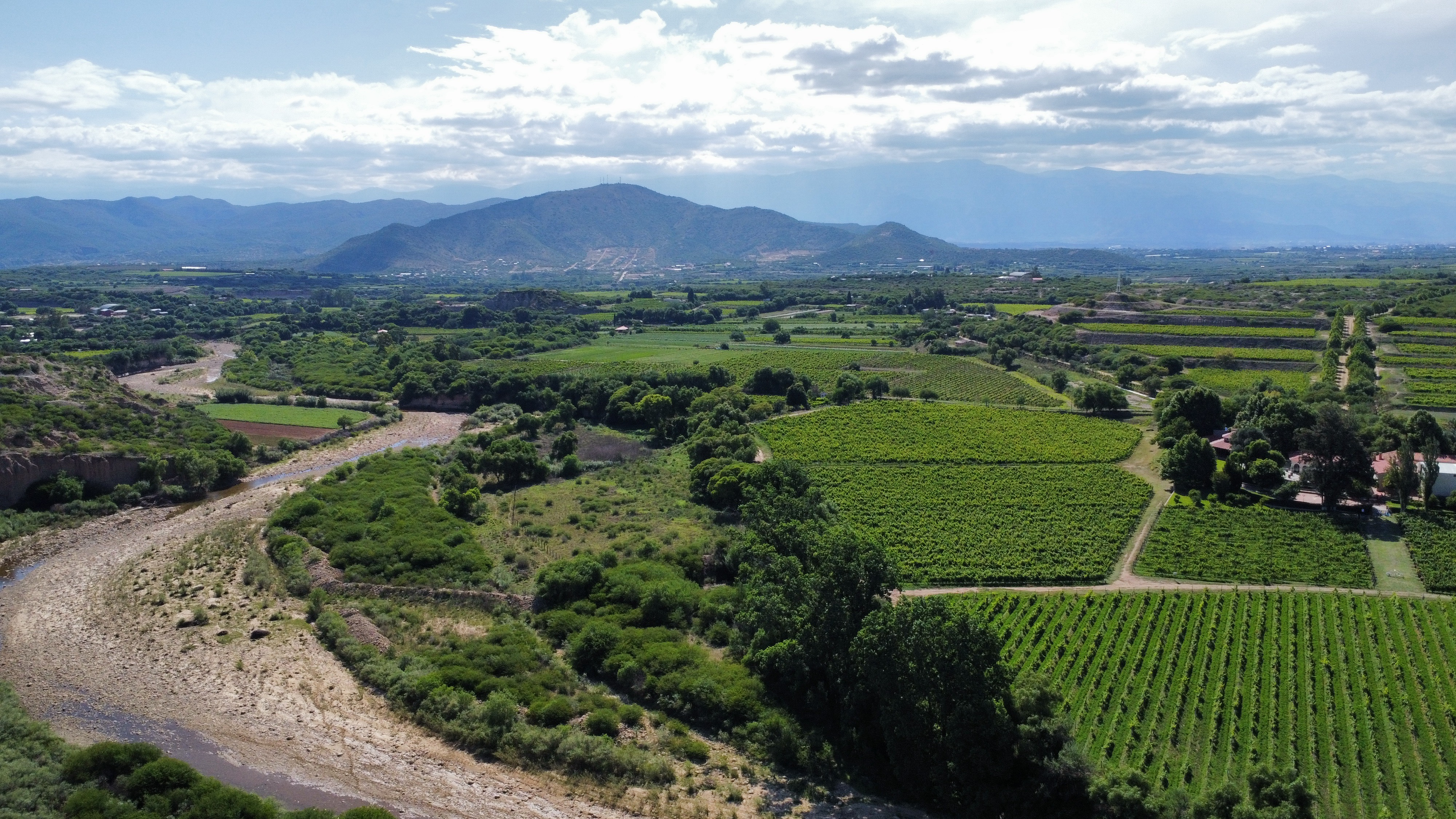
Viñedos cerca al río Santa Ana, en el sur de la provincia.

El clima de cercado es variante en cada región como templado subhúmedo (Cwb/Cwa) en la parte noreste, en el sureste es un clima subtropical subhúmedo (Cwa), en el noroeste y en el suroeste tiene un clima semiárido (BS), y en la capital es el clima semiárido templado y cálido (BSh/BSk). El valle contiene varios subtipos o sensaciones de los climas mediterráneos, similares al clima de San Francisco de EE. UU., de la Región Metropolitana, Valparaíso y el sur de Coquimbo de Chile, y el centro-oeste de Andalucía, España, siendo estas solo son sensaciones ya que los fenómenos atmosféricos es un poco distintos; en las épocas de calor las lluvias suelen ser casi constantes en ciertas semanas, pero en otras semanas puede ser completamente secas (esto durando varias semanas), mientras que en las épocas de frío es casi seco, pero en ciertos días por las noches llega a soltar algunas lloviznas y muy poco probable escasas copos de nieves, pero en ambas épocas de calor o frío son completamente húmedos, son diferentes al clima mediterráneo, ya que solo son sensaciones similares muy marcadas de estos climas, también se puede observar un subtipo o similar a vegetaciones y bosques de matorrales mediterráneos.
Estas sensaciones mediterráneas, son gracias a la Cordillera de Sama, a las serranías rodean el valle, también es gracias a los vientos húmedos de las Amazonas y los secos de la Patagonia chilena-argentina, y también a los vientos del Pacífico y del Atlántico de las zonas centrales de Chile y Argentina, por otra parte también el altiplano andino y las cumbres altas que está ubicada en la parte occidental de Bolivia, actúa como muralla de los vientos secos noroccidentales del Pacífico, las montañas y cordilleras subandinas ubicada en el oeste del departamento de Tarija Yunchará y El Puente junto con la cordillera de Sama también actúan como una segunda muralla de los pocos vientos salientes del occidente y de los valles centrales bolivianos.

## Demografía
De acuerdo con el censo boliviano de 2024, la población de la provincia de Cercado es de 238 942 habitantes.
La población de la provincia se ha más que duplicado en las últimas tres décadas:
| Año  | Habitantes | Fuente |
| ---- | ---------- | ------ |
| 1992 | 108 241    | Censo  |
| 2001 | 153 457    | Censo  |
| 2012 | 205 346    | Censo  |
| 2024 | 238 942    | Censo  |

## División administrativa
La provincia de Cercado está dividida en 9 distritos municipales.
| Distrito    | Capital                | Superficie km² | Urbanizaciones importantes                                                   |
| Alto España | Alto España Centro     |                | Alto España Centro, Alto España Norte, Chorro                                |
| Junacas     | Junacas Sur            |                | Junacas Sur, Junacas Norte, Alto Grande                                      |
| Lazareto    | Guerra Guaico          |                | Guerra Guaico, San Andrés, Pinos Sud, Pinos Norte                            |
| San Agustín | San Agustín Norte      |                | San Agustín Norte, San Agustín Sur, El Cóndor                                |
| San Mateo   | Sella Cercado          |                | Sella Cercado, San Mateo, El Monte Cercado, Las Quebradas                    |
| Santa Ana   | Santa Ana              |                | Santa Ana, La Pintada, San Antonio, San Miguel, Gamoneda                     |
| Tarija      | San Bernardo de Tarija |                | San Bernardo de Tarija, El Portillo, Tablada Chica, Tablada Grande           |
| Tolomosa    | Tolomosa Sur           |                | Tolomosa Sur, Tolomosita, San Jacinto Norte, Churquis, San Agustín           |
| Yesera      | Yesera Centro          |                | Yesera Centro, Yesera Norte, Yesera San Sebastián, Caldera Chico, Santa Rosa |

## Enlace Externo
- Mapa de la provincia

- Datos: Q328661
- Multimedia: Cercado Province, Tarija / Q328661